# Форестела (Козенца)
Форестела је насеље у Италији у округу Козенца, региону Калабрија.
Према процени из 2011. у насељу је живело 496 становника. Насеље се налази на надморској висини од 183 м.